# 马蒂亚斯·米勒 (足球运动员)
马蒂亚斯·米勒（德語：Matthias Müller，1954年10月18日—），德国男子足球运动员，司职后卫。他曾代表东德国奥队参加1980年夏季奥林匹克运动会足球比赛，获得一枚银牌。